# IU Водолея
IU Водолея (лат. IU Aquarii), HD 200228 — одиночная переменная звезда в созвездии Водолея на расстоянии приблизительно 1013 световых лет (около 311 парсеков) от Солнца. Видимая звёздная величина звезды — от +6,64m до +6,46m.

## Характеристики
IU Водолея — красный гигант, пульсирующая медленная неправильная переменная звезда (LB) спектрального класса M3 или M3III. Эффективная температура — около 3600 К.